# Юзич Юрій Петрович
Юрій Петрович Юзич (нар. 6 вересня 1975, м. Львів) — український історик, політичний і громадський діяч, голова Крайової Пластової Ради.

## Біографічні відомості
1998 року закінчив історичний факультет Львівського державного університету ім. І. Франка та військову кафедру при Львівській політехніці.
Неформальна освіта: «Школа молодого політика» (Український НДІ проблем молоді, 1993); пластові вишколи (1999—2005), «Тренер для тренерів» для партійних працівників (NDI, 2006), Програма «Відкритий світ» (США, 2015), Навчальна програма професійного зростання USAID (Париж, 2016), Навчальні курси Ради Європи (Будапешт, 2015; Страсбурґ, 2017), Навчальні програми в Литві та Естонії за підтримки UNDP (2015, 2018).
1998—2002 — методист Туристично-краєзнавчого центру «Княжий» Франківського районного відділу освіти (м. Львів), організатор патріотичних заходів спільно з Львівською облрадою.
2010—2012 — спеціаліст стратегічного планування Інвесткомпанії «Фенікс-Капітал».
У 2022 — майор, керівник відділу комунікацій 112-ї окремої бригади ТРО ЗСУ.

## Громадська діяльність
Як член проводу станиці Львів «Пласту», у 1999—2000 рр. — організатор і керівник Першого і Другого зборів молодіжних організацій Львівщини за фінансової підтримки Львівської обласної ради та адміністрації, обласного управління освіти.
2001 — комендант Всеукраїнського військово-патріотичного пластового табору «Легіон», співорганізатор вишколу «Школа Пластового лідера» (м. Кіровоград), організатор урочистостей з нагоди «Листопадового Чину» у Львові та інших заходів.
Керівник організаційного відділу, заступник голови Крайової пластової старшини (виконавчого комітету) всеукраїнської молодіжної організації «Пласт» (2002—2005). Голова осередку, заступник голови київського осередку «Пласту» (2005—2008). З 2011 — член крайового пластового приводу, у 2015—2018 — голова Контрольно-ревізійної комісії «Пласту»; з 2018 — голова Крайової Пластової Ради (Наглядової ради «Пласту»).
Листопад-грудень 2004 — керівник штабу «Чистої України» під час Помаранчевої революції.
2004—2006 — співзасновник і член Ради старійшин ВМГО «Фундація регіональних ініціатив».
З 2009 — член головного штабу гри «Джура» при Міністерстві освіти і науки України.
Листопад — грудень 2013 — модератор Студентської координаційної ради (Київ).
Лютий-березень 2014 — спів-начальник штабу Самооборони Майдану.
03-08.2014 — заступник міністра молоді і спорту України (на волонтерських засадах).
З лютого 2015 — головний експерт групи РПР «Молодіжна політика».

## Політична діяльність
З 1989 — учасник всіх виборчих кампаній. Спостерігач, член ДВК, ТВК, ОВК.
1991—1995 — член Української республіканської партії, співорганізатор Молодіжної організації республіканців України.
2002—2005 — член партії «Реформи і порядок».
2005—2007 — Керівник відділу Управління організаційно-партійної роботи Центрального виконкому партії «Народний Союз Наша Україна». Спеціалізація: східні та південні регіони.
2008—2010 — керівник Управління взаємодії із ГО партії «Єдиний Центр».
З 2011 — помічник на громадських засадах депутата Л. Оробець, а з 2014 року — І. Крулька.
З 2014 — автор ряду діючих законопроєктів, постанов уряду і наказів міністерств.

## Творчість
Автор статей в «Дзеркалі тижня», «Українській правді», «Історичній Правді» та багатьох інших виданнях. Редактор «Пластового Вісника в Україні» (офіційне видання Пласту НОСУ, 2003—2004).
Автор і упорядник шести пластових електронних видань «Матеріали учасника вишколу виховників юнацтва» (2005—2008), «Матеріали пластового адміністратора» (2006), «Матеріали учасника Вишколу попередньої пластової підготовки» (2006), «Матеріали новацького виховника» (2007), «Матеріали вишколу зв'язкових» (2007—2009), «Матеріали організатора спортивного туризму» (2006), «Матеріали з практичного пластування» (2009).
Упорядник пластових методичних і виховних видань «Порадник виховника» (переклад з англійської посібника засновника скаутингу для волонтерів), «Гурткова система» (переклад з англійської посібника Роланда Філіпса), «Пластовий гурток» (четверте видання посібника видатного Є. Ю. Пеленського з організації і ведення роботи в малих групах) (2010).
Упорядник перекладу з англійської книги Маргарет де Боумон «Вовк, який ніколи не спить» (біографічний нарис про засновника скаутського руху, генерала Роберта Бейдена-Павелла) (2011).
Науковий секретар видання Романа Коваля «Михайло Гаврилко: і стеком, і шаблею» (2011).

### Книги
- «Гуцули у визвольній боротьбі: спогади січового стрільця Михайла Горбового» (у співавт. із керівником Івано-Франківського обласного товариства «Просвіта» П. Арсеничем та Головою історичного клубу «Холодний Яр» Романом Ковалем; 2009).
- Коваль Р., Моренець В., Юзич Ю. «Подєбрадський полк» Армії УНР. — Т. 2 (Київ: Історичний клуб «Холодний Яр», «Орієнтир», 2017).
- Коваль Р., Моренець В., Юзич Ю. «Сумщина в боротьбі. Біографії, історії, спогади» (Київ: Історичний клубу «Холодний Яр», в-во «Орієнтир»; два видання: 2017; 2018).
- Роман Коваль, Віктор Моренець, Юрій Юзич. «Подєбрадський полк» Армії УНР. — Т. 3. — Київ: Історичний клуб «Холодний Яр», «Український пріоритет», 2020. — 504 с.
- Роман Коваль, Юрій Юзич. Полковник Болбочан. Спогади, свідчення, документи // Бібліотека Історичного клубу «Холодний Яр». — Київ: видавець Мельник М. Ю. Історичний клуб «Холодний Яр»; 2020. — 424 с. — (Серія «Видатні українці». — Кн. 13).[2]
- Роман Коваль, Юрій Юзич. Микола Міхновський. Спогади, свідчення, документи // Бібліотека Історичного клубу «Холодний Яр». — Київ: видавець Мельник М. Ю. Історичний клуб «Холодний Яр»; 2021. — 944 с.
- Пластовий характер Степана Бандери (2020).
- Основи пластової гурткової системи (2020).
- Пластова вірність Богові. Книга 15 (2021).

## Нагороди
Відзначений почесною грамотою Верховної ради України, відзнаками УПЦ КП і Пласту; подяками командувача сухопутних військ, міністерства молоді і спорту України.

## Інше
Захоплюється спортивним туризмом, щорічно проходить у Карпатах більше 100 км.